# Guannan
Der Kreis Guannan (chinesisch 灌南县, Pinyin Guànnán Xiàn) ist ein Kreis der bezirksfreien Stadt Lianyungang im Nordosten der chinesischen Provinz Jiangsu. Er hat eine Fläche von 1.025 km² und zählt 622.296 Einwohner (Stand: Zensus 2010). Sein Hauptort ist die Großgemeinde Xin’an (新安镇).

## Administrative Gliederung
Auf Gemeindeebene setzt sich der Kreis aus neun Großgemeinden und fünf Gemeinden zusammen. 